# Abadia de La Ferté
La Ferté és una abadia cistercenca situada a La Ferté-sur-Grosne, al terme de Saint-Ambreuil, al departament de Saona i Loira, a França. Aquesta fou primera de les quatre abadies filles de Cîteaux, juntament amb Pontigny, Clairvaux i Morimond . Aquestes abadies tingueren un paper principal en l'organització inicial de l'orde de Cîteaux.

## Història

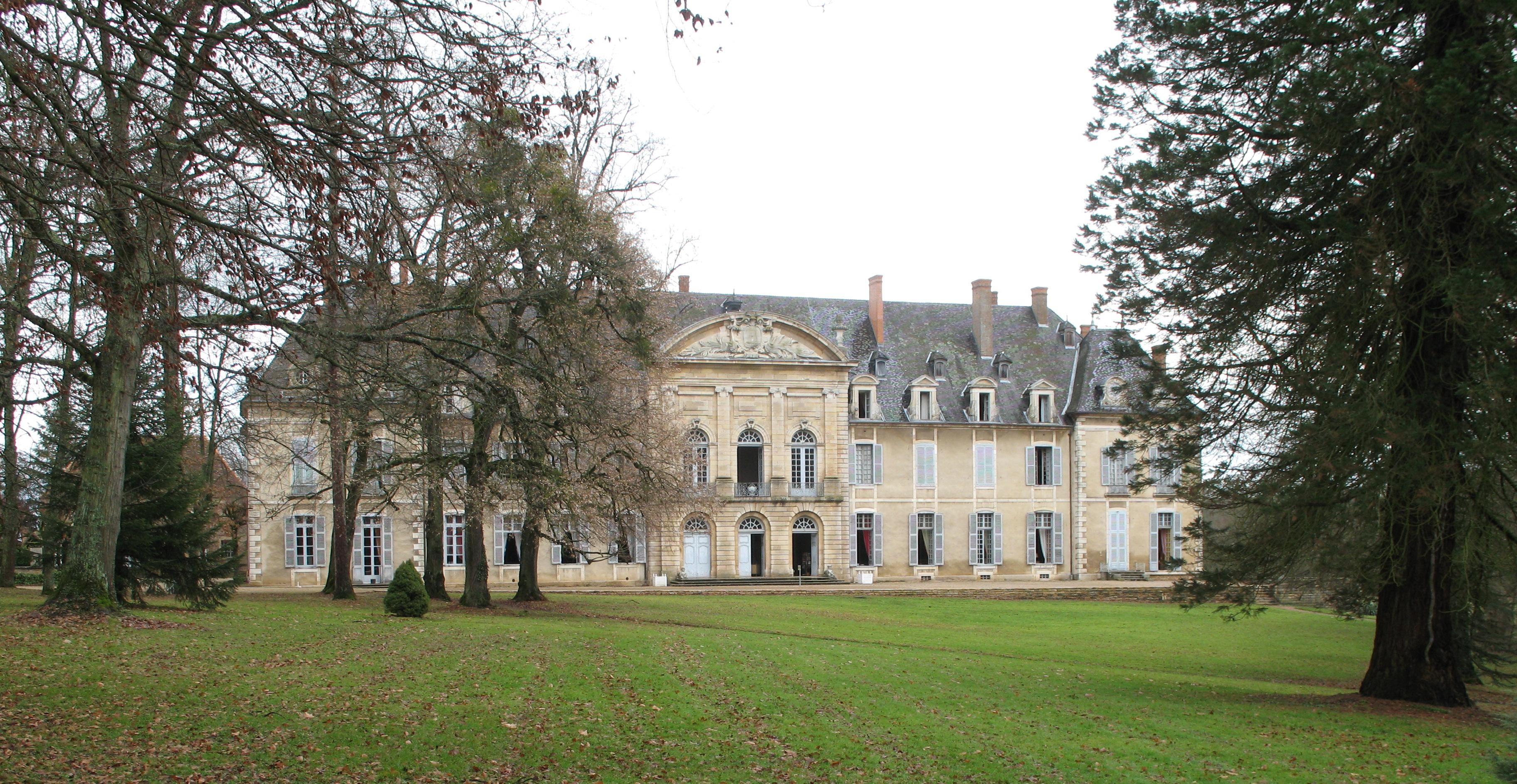
Vista de l'antic palau de l'abadia, actual Château de la Ferté

L'any 1113 l'abat de Cîteaux Esteve Harding envià el monjo Philibert i uns quants monjos a fundar la primera abadia filla de Cîteaux, en uns terrenys a una cinquantena de quilòmetres al sud de Cîteaux, entre el bosc de Bragny i les maresmes de Grosne; l'establiment, que beneficià de la generositat de la cort dels ducs de Borgonya i de nombrosos senyors, en particular el Gros de Brancion, adquirint importància ràpidament importància.

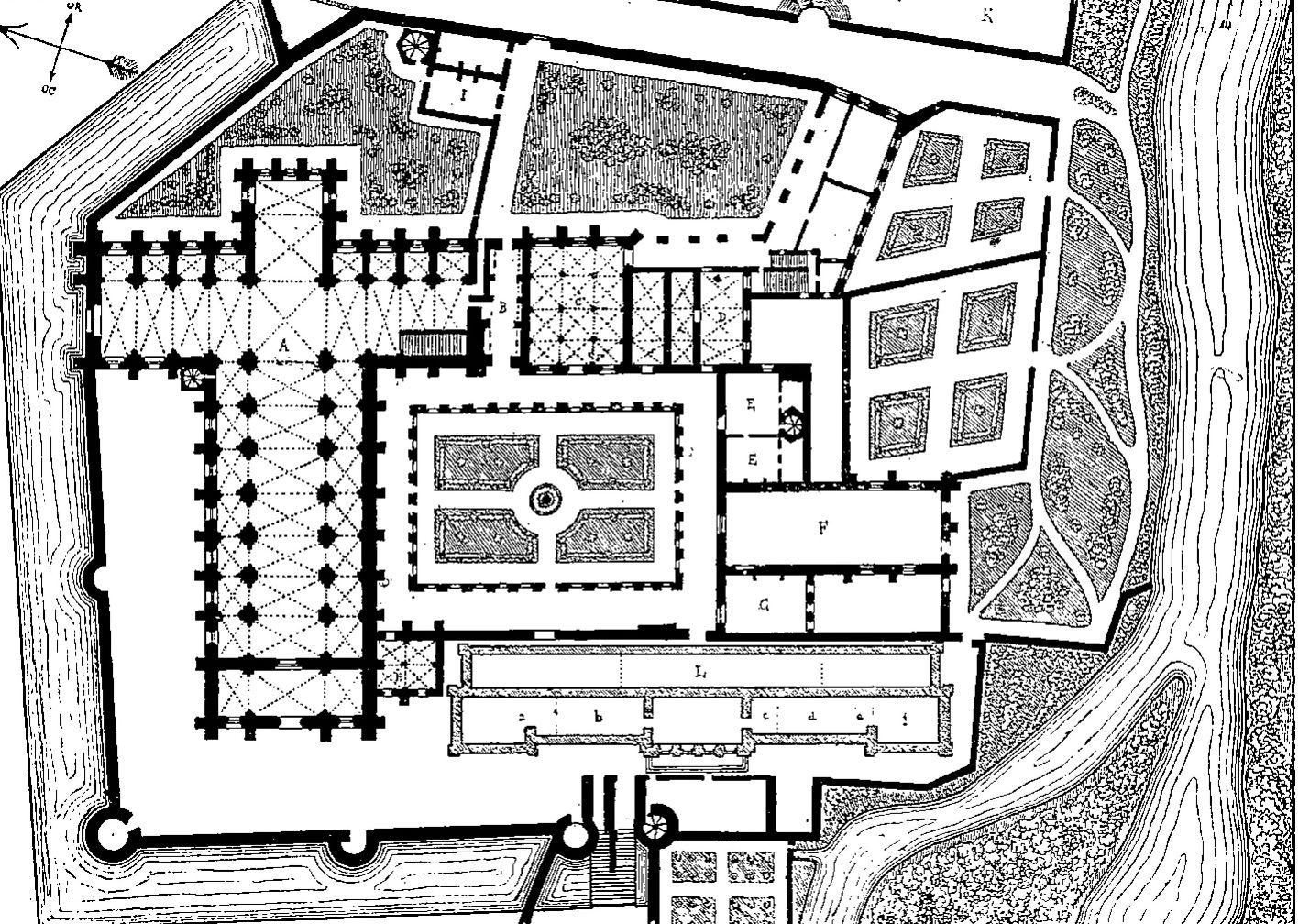
Plànol de l'Abadia de la Ferté a: Lucien Bégule, L'abbaye de Fontenay et l'architecture cistercienne, 1912, p. 91.

A finals del s. XVIII l'últim abat, Antoine-Louis Desvignes de la Cerve, confià la decoració interior a l'arquitecte Chalonnais Rameau a qui concedí una pensió; també hi intervingué l'escultor Guillaume Boichot. Al principi de la Revolució Francesa, l'abadia només albergava catorze monjos i els edificis estaven ocupats parcialment per una filatura de cotó instal·lada a les dependències en part per treballadors i personal, en part femení.

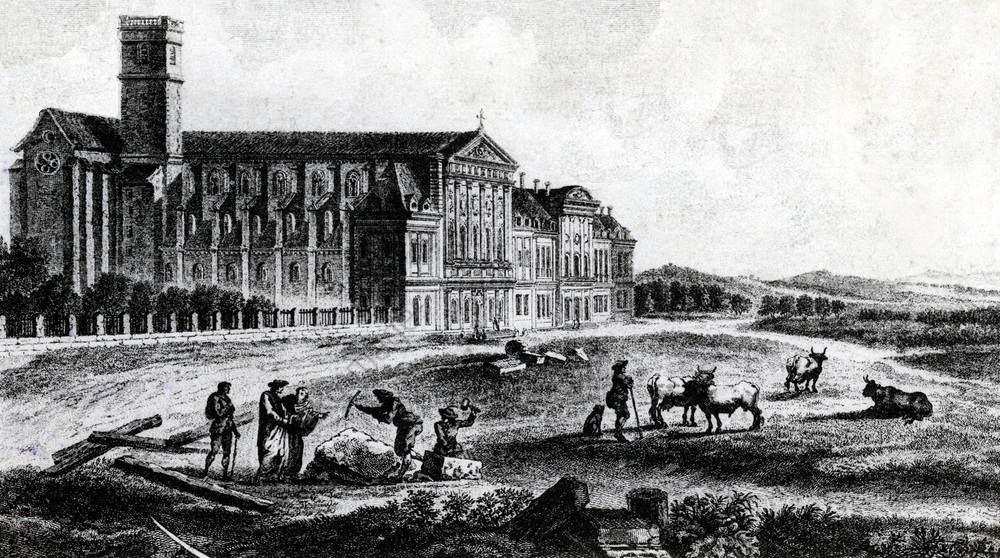
L'església abacial i el palau dels abats a finals del. En primer pla l'enderroc ja ha començat.

L'any 1791 l'abadia va ser desafectada i venuda com a propietat nacional; i desmuntada per a revendre'n els materials de l'enderroc. Avui dia de l'abadia només en queda la casa abacial, principalment del segle xviii, esdevenint el castell de la Ferté a Saint-Ambreuil.
Al s. XX el Baró A. Thénard, descendent del químic Louis Jacques Thénard, heretà el castell de La Ferté de la seva dona; el castell està classificat com a monument històric des del 1993

## Abaciologi
- 1113-1117 : Philibert
- 1117-1123 : Obizon
- 1123-1132 : Pierre Ier de Tarentaise
- 1132-1171 : Barthélémy I
- 1171-1178 : Guillaume I
- 1178-1194 : Hervé de Faverney
- 1194-1199 : Bruno I
- 1199-1203 : Guillaume II
- 1203-1206 : Nicolas
- 1206-1208 : Eudes
- 1208-1230 : Pierre II
- 1230-1232 : Simon
- 1232-1233 : Boniface
- 1233-1233 : Vincent
- 1233-1234 : Guillaume III
- 1234-1239 : Robert
- 1239-1266 : Barthélémy II
- 1266-1276 : Jean I
- 1276-1285 : Gérard
- 1285-1297 : Rufin
- 1287-1317 : Pierre III de Montcalier
- 1317-1321 : Huges
- 1321-1341 : Jean II de Marcilly
- 1341-1346 : Bruno II
- 1346-1357 : Durand de Marcilly
- 1357-1371 : Claude I
- 1371-1385 : Pierre IV de Marcilly
- 1385-1392 : Guy de Saint-Romain
- 1392-1412 : Etienne I de La Chèze
- 1412-1416 : Guillaume IV
- 1416-1419 : Etienne II de Marcilly
- 1419-1439 : Jean III de Beaune
- 1439-1470 : Jean IV de Saint-Pierre
- 1470-1506 : Claude II de Dinteville
- 1506-1549 : Antoine I
- 1549-1567 : René Dantoncour
- 1567-1569 : Élzéar de Rastel
- 1569-1574 : Louis de Breschard
- 1574-1600 : François I de Beugre
- 1600-1655 : Yves Sauvageot
- 1655-1677 : Pierre V Bouchu
- 1677-1710 : Claude III
- 1710-1725 : Jean-Marie Vernois de Montjournal
- 1725-1733 : Jean-Charles Descrivieux
- 1733-1761 : François II Filzjean de Chemilly
- 1761-1783 : François III Claude-Gaspard de Cannablin
- 1783-1791 : Antoine II Louis Desvignes de La Cerve[4]

És probable que l'abat Guillem III (1233-1234) esdevingués més tard Guillem IV de Montaigu, abat general de Cîteaux.